# Branko Lustig
Branko Lustig (Eszék, 1932. június 10. – Zágráb, 2019. november 14.) kétszeres Oscar-díjas horvát filmproducer.

## Életútja
Eszéken született 1932. június 10-én egy horvát-zsidó családba. Apja, Mirko Lustig kávéházi főpincér volt, anyja, Vilma pedig háziasszony. Nagyszülei, szüleitől eltérően, vallásosak voltak, és rendszeresen jártak a helyi zsinagógába.
A második világháború alatt gyermekként két évre az auschwitzi, majd a bergen-belseni koncentrációs táborba hurcolták. Családjának a legtöbb tagja koncentrációs táborokban vesztette életét, köztük nagyanyja is, akit gázkamrában öltek meg. Apját 1945. március 15-én Csáktornyán gyilkolták meg. Édesanyja túlélte a holokausztot.
1955-ben a Jadran Filmnél kezdte pályafutását segédrendezőként. 1988-ban az Egyesült Államokba emigrált. 1993-ban a Schindler listája, 2000-ben a Gladiátor című film producereként kapott Oscar-díjat. A 2000-es évek elején Los Angelesben és Zágrábban élt. Egy 2012-es szeptemberi interjúban említette, hogy egyre több időt tölt Zágrábban és tervezi, hogy véglegesen visszatelepül.

## Filmjei
- Adam i Eva (1969, tv-film, executive producer)
- Dogadjaj (1969, executive producer)
- Forrongó világ (The Winds of War) (1983, tv-film, associate producer)
- A sas felszáll (War and Remembrance) (1988–1989, tv-film, associate producer)
- Drug Wars: The Camarena Story (1990, tv-film, producer)
- Bilincsbe verve (Wedlock) (1991, producer)
- Intruderek – Egy új faj születik (Intruders) (1992, tv-sorozat, producer, két epizód)
- Schindler listája (Schindler's List) (1993, producer)
- Peacemaker (The Peacemaker) (1997, producer)
- Gladiátor (Gladiator) (2000, producer)
- Hannibal (2001, executive producer)
- A sólyom végveszélyben (Black Hawk Down) (2001, executive producer)
- Mennyei királyság (Kingdom of Heaven) (2005, executive producer)
- Bor, mámor, Provence (A Good Year) (2006, executive producer)
- Amerikai gengszter (American Gangster) (2007, executive producer)

## Díjai
- Oscar-díj a legjobb filmnek
  - 1994 – Schindler listája
  - 2001 – Gladiátor

- BAFTA-díj a legjobb filmnek
  - 1994 – Schindler listája
  - 2001 – Gladiátor

- Primetime Emmy-díj a legjobb minisorozatnak
  - 1990 – Drug Wars: The Camarena Story